# Neostichtis altitudinis
Neostichtis altitudinis är en fjärilsart som beskrevs av François Louis Nompar de Caumont de Laporte 1972. Neostichtis altitudinis ingår i släktet Neostichtis och familjen nattflyn. Inga underarter finns listade i Catalogue of Life.